# Saul og David
Saul og David er den første af de to operaer, som den danske komponist Carl Nielsen komponerede. Operaen er komponeret i 1901 og blev første gang opført på Det Kongelige Teater i København, den 28. november 1902. 
Operaen er opdelt i en fire akters libretto, forfattet af Einar Christiansen. Handlingen knytter sig til fortællingen fra Bibelen (Samuels Bog) om Kong Sauls jalousi og misundelse over for den yngre David.

## Eksterne links
- Link til Carl Nielsen Udgavens praktisk/videnskabelige digitale udgave:

- Saul og David, 1. & 2. Akt (Dansk/Engelsk)
- Saul og David, 3. & 4. Akt (Dansk/Engelsk); Kritisk beretning